# Gréning
Gréning település Franciaországban, Moselle megyében. Lakosainak száma 112 fő (2022. január 1.). Gréning Hellimer, Léning, Nelling és Petit-Tenquin községekkel határos.

## Népesség
A település népességének változása:
| Lakosok száma | 155  | 141  | 137  | 145  | 139  | 136  | 131  | 118  | 115  | 112  |
|               | 1968 | 1982 | 1990 | 2006 | 2013 | 2015 | 2017 | 2019 | 2020 | 2022 |